# Pempelia albicostella
Pempelia albicostella är en fjärilsart som beskrevs av Hans Georg Amsel 1958. Pempelia albicostella ingår i släktet Pempelia och familjen mott. Inga underarter finns listade i Catalogue of Life.